# Nduka Usim
Nduka Charles Usim (nascut el 23 de març de 1985 a Lagos, Nigèria) és un futbolista nigerià retirat naturalitzat per l'Azerbaidjan que va jugar com a defensa. Va destacar a l'equip AZAL de la lliga de primera divisió de l'Azerbaidjan. Entre el 2007 i el 2008 va jugar amb la selecció nacional de futbol de l'Azerbaidjan.

## Carrera

### Clubs de futbol
Nduka va començar a jugar futbol a equips juvenils de Nigèria. El 2004, va fitxar per un any pel club de l'Azerbaidjan AZAL PFC i va signar un contracte d'un anys. A la següent temporada va renovar el seu contracte i va debutar a la primera divisió de l'Azerbaidjan. En total va jugar 208 partits en aquest equip de futbol.
El juliol de 2013 va fitxar per l'equip Tavşanlı Linyitspor de la segona divisió turca de futbol per un contracte d'un any. El 25 de gener de 2014 va signar un contracte de sis mesos per l'equip azerbaijanès Simurq.

### Internacional
A principis de 2007 fou cridat per jugar a la divisió sub 21 de l'Azerbaidjan. Va jugar amb la selecció de futbol de l'Azerbaidjan contra Finlàndia i Bèlgica al grup A de la fase classificatòria de la Copa de la UEFA 2008-2009. També va jugar als partits de la fase classificatòria del mundial de futtol 2010.

## Després del futbol
Quan es va jubilar del futbol, Usim va engegar un negoci de la construcció a Nigèria.

## Estadístiques de la seva carrera

### Club
A 25 de gener 2014
| Actuació de club | Actuació de club    | Actuació de club          | Lliga   | Lliga | Copa    | Copa | Continental | Continental | Total   | Total |
| Estació          | Club                | Lliga                     | partits | Gols  | partits | gols | partits     | gols        | partits | gols  |
| ---------------- | ------------------- | ------------------------- | ------- | ----- | ------- | ---- | ----------- | ----------- | ------- | ----- |
| 2005–06          | AZAL                | Azerbaitjan Premier Lliga | 22      | 1     |         |      | —           | —           | 22      | 1     |
| 2006-07          | AZAL                | Azerbaitjan Premier Lliga | 22      | 0     |         |      | —           | —           | 22      | 0     |
| 2007-08          | AZAL                | Azerbaitjan Premier Lliga | 26      | 1     |         |      | —           | —           | 26      | 1     |
| 2008–09          | AZAL                | Azerbaitjan Premier Lliga | 24      | 0     |         |      | 2           | 0           | 26      | 0     |
| 2009–10          | AZAL                | Azerbaitjan Premier Lliga | 29      | 0     |         |      | —           | —           | 29      | 0     |
| 2010–11          | AZAL                | Azerbaitjan Premier Lliga | 31      | 3     | 5       | 0    | —           | —           | 36      | 3     |
| 2011–12          | AZAL                | Azerbaitjan Premier Lliga | 27      | 0     | 2       | 0    | 2           | 0           | 31      | 0     |
| 2012–13          | AZAL                | Azerbaitjan Premier Lliga | 27      | 0     | 1       | 0    | —           | —           | 28      | 0     |
| 2013–14          | Tavşanlı Linyitspor | TFF Primera Lliga         | 13      | 0     | 2       | 0    | —           | —           | 15      | 0     |
| 2013–14          | Simurq              | Azerbaitjan Premier Lliga | 0       | 0     | 0       | 0    | —           | —           | 0       | 0     |
| Total            | Azerbaitjan         | Azerbaitjan               | 208     | 5     | 8       | 0    | 4           | 0           | 220     | 0     |
| Total            | Turquia             | Turquia                   | 13      | 0     | 2       | 0    | 0           | 0           | 15      | 0     |
| Total de carrera | Total de carrera    | Total de carrera          | 221     | 5     | 10      | 0    | 4           | 0           | 235     | 0     |

### Internacional
| Azerbaitjan | Azerbaitjan | Azerbaitjan |
| Any         | partits     | gols        |
| ----------- | ----------- | ----------- |
| 2007        | 3           | 0           |
| 2008        | 7           | 0           |
| Total       | 10          | 0           |

L'estadística del sis d'agost del 2014